# 李家昕
李家昕（1984年1月25日—）是新晉的體育記者，李家昕於2003年進入香港浸會大學修讀本科課程，第一年修讀社會科學學士的中國研究課程， 翌年轉糸至體育系，修讀體育及康樂管理文學士課程， 並於2007年畢業。畢業後先後投身香港有線電視及無線電視。 她於2008年北京奧運前獲委派無線電視翡翠台的「電波聖火令」節目主持之一，走遍世界追縱聖火的傳遞，節目並於黃金時間於無線電視翡翠台播出，令她走紅，廣為市民所認識。 於奧運期間，她被派往青島採訪風帆賽事。
2008北京奧運完結後，李家昕留任無線電視當體育主持，主持包括體育世界等體育節目。2009年，李家昕重返香港有線電視繼續工作。

## 過往學歷
幼稚園： 翠華幼稚園
小學： 浸信會呂明才小學 (1990-1996)
中學： 浸信會呂明才中學 (1996-2003)
大學： 香港浸會大學 (2003-2007)

## 體育專長
保齡球， 曾晉身香港代表隊
羽毛球， 曾當選香港浸會大學校隊

## 參與工作
香港電台 (2006)
- 2006年世界盃客席主持

香港有線電視 (2007-2008)
- 擔任體育記者，負責採訪及報道體育消息。

香港無線電視 (2008)
- 擔任體育記者及節目主持，包括：

電波聖火令、2008年北京奧運會、體育世界、國慶煙花匯演 等
香港有線電視 (2009)
- 擔任體育主持。

CAPDASE Marketing and PR (2012)